# Etruskische cijfers
Etruskische cijfers waren in gebruik bij de Etrusken. Het systeem was een aanpassing van de Attische cijfers en vormde de inspiratiebron voor de latere Romeinse cijfers.
| Etruskisch         | Decimaal | Teken* |
| ------------------ | -------- | ------ |
| thu                | 1        | I      |
| mach/mah/mak       | 5        | Λ      |
| šar                | 10       | X      |
| muv-alch/mach-alch | 50       | ↑      |
| ?                  | 100      | C      |

 *) tekens bij benadering weergegeven omdat zij niet in de standaard tekenset zijn opgenomen. Er bestaat tevens een tweede teken voor 100: een X met een verticale lijn door het midden, waarvan het teken voor 50 feitelijk de onderste helft is)
Er lijkt een meningsverschil te zijn over het combineren van de volgende getalswaarde met telwoorden
2, 3, 4, 6

ci/ki, huth, ša/sa/ça, zal/(e)sal

Omdat de telwoorden op een dobbelsteen voorkomen is het echter wel duidelijk dat het hier de overige getallen tot 6 betreft (naast 1 en 5). De toekenning hangt onder meer af van de vraag of twee tegenoverliggende vlakken op een Etruskische dobbelsteen -net als tegenwoordig- optelden tot zeven.
Een bijzonder aspect van het Etruskisch getalsysteem is dat sommige getallen, net als in het Romeinse systeem, worden weergegeven als gedeeltelijke aftreksom. Zo gebruikte men bijvoorbeeld 17=20-3, 18=20-2, 19=20-1.